# 111e division d'infanterie (Empire allemand)
Pour les articles homonymes, voir 111e division d'infanterie.
La 111e division d'infanterie est une unité de l'armée allemande créée en 1915 qui participe à la Première Guerre mondiale. Elle est engagée en Artois lors des batailles du printemps et de l'automne, puis en 1916 elle combat sur la Somme.
En 1917, la division est successivement engagée à Arras, puis dans les Flandres. Au cours du printemps 1918, elle combat lors de l'opération Michael, elle participe ensuite aux combats défensifs sur le front de la Somme, puis à la frontière entre la France et la Belgique. Après la signature de l'armistice, la division est convoyée en Allemagne et dissoute au cours de l'année 1919.

## Première Guerre mondiale

### Composition

#### 1915
- 221e brigade d'infanterie

73e régiment de fusiliers
164e régiment d'infanterie
76e régiment d'infanterie
- 3e et 4e escadron du 22e régiment de dragons
- 221e régiment d'artillerie de campagne (7 batteries)
- 221e compagnie de pionniers

#### 1916
- 221e brigade d'infanterie

73e régiment de fusiliers
164e régiment d'infanterie
76e régiment d'infanterie
- 4e escadron du 22e régiment de dragons
- 221e régiment d'artillerie de campagne
- 221e compagnie de pionniers

#### 1917
- 221e brigade d'infanterie

73e régiment de fusiliers
164e régiment d'infanterie
76e régiment d'infanterie
- 4e escadron du 22e régiment de dragons
- 111e commandement d'artillerie divisionnaire

221e régiment d'artillerie de campagne (9 batteries)
- 111e bataillon de pionniers

#### 1918
- 221e brigade d'infanterie

73e régiment de fusiliers
164e régiment d'infanterie
76e régiment d'infanterie
- 4e escadron du 22e régiment de dragons
- 111e commandement d'artillerie divisionnaire

94e régiment d'artillerie de campagne (9 batteries)
2e bataillon du 25e régiment d'artillerie à pied (5e et 7e batteries)
- 111e bataillon de pionniers

### Historique
La 11e division d'infanterie est formée du 73e régiment de fusiliers issu de la 19e division d'infanterie, du 164e régiment d'infanterie issu de la 20e division d'infanterie et du 76e régiment d'infanterie issu de la 17e division d'infanterie.

#### 1915
- 25 mars - 11 avril : formation dans la région de Bruxelles, mise en réserve de l'OHL.
- 11 avril - 16 mai : transport par V.F. à Mars-la-Tour, puis occupation d'un secteur du front dans les Hauts de Meuse, tranchée de Calonne.
- 17 - 24 mai : retrait du front, repos.
- 25 mai - 29 juin : transport par V.F. en Artois, mise en réserve de la 6e armée allemande.
- 29 juin - 23 juillet : engagée dans la bataille de l'Artois, organisation du terrain, actions locales.
- 24 juillet - 24 septembre : organisation et occupation d'un secteur de front dans la région de Monchy-au-Bois.
- 25 septembre - 13 octobre : engagée dans la bataille de l'Artois d'automne[1].
- 14 octobre 1915 - 20 août 1916 : organisation et occupation d'un secteur du front en Artois.

#### 1916
- 21 août - 6 septembre : retrait du front, engagée dans la bataille de la Somme, violents combats vers Guillemont (en) et Ginchy, les pertes sont très importantes[n 1].
- 7 septembre - 26 octobre : retrait du front, repos dans la région de Cambrai, transport par V.F. dans la région de Verdun. À partir du 15 septembre, occupation d'un secteur dans les Hauts de Meuse au bois de Chevaliers.
- 27 octobre - 4 novembre : retrait du front, mouvement par V.F. dans la Somme, repos dans la région de Bohain-en-Vermandois.
- 5 - 26 novembre : engagée à nouveau dans la bataille de la Somme entre Bouchavesnes et le bois de Saint-Pierre Vaast.
- 27 novembre 1916 - 30 janvier 1917 : organisation et occupation d'un secteur du front sur la Somme. À partir du mois de janvier, la division organise un secteur vers Barleux.

#### 1917
- 31 janvier - 9 avril : retrait du front, repos.
- 10 avril - 1er mai : engagée dans la bataille d'Arras vers Arleux-en-Gohelle.
- 2 mai - 24 juin : mouvement vers le front, occupation d'un secteur du front dans la région de Bellicourt.
- 25 juin - 24 juillet : retrait du front, repos dans la région de Cambrai.
- 24 juillet - 1er août : transport par V.F. dans les Flandres, engagée dans la bataille de Passchendaele à partir du 27 juillet dans le secteur de Boezinge et de Steenstrate au nord d'Ypres. La division subit la préparation d'artillerie alliée du 31 juillet et subit de lourdes pertes[1].
- 1er - 4 août : retrait du front, réorganisation dans la région de Bohain-en-Vermandois.
- 4 août - 16 octobre : transport par V.F. en Lorraine. Organisation et occupation d'un secteur vers Regniéville à l'ouest de Pont-à-Mousson.
- 17 octobre - 4 novembre : retrait du front, transport par V.F. dans les Flandres. Engagée à nouveau dans la bataille de Passchendaele vers Poelkapelle du 22 au 26 octobre. La division est relevée le 4 novembre.
- 4 - 30 novembre : retrait du front, repos.
- 30 novembre 1917 - 1er mars 1918 : mouvement vers le front, occupation d'un secteur vers Monchy-le-Preux et Vis-en-Artois au sud-est d'Arras.

#### 1918
- 1er - 17 mars : relevée par la 234e division d'infanterie (de) dans la région d'Arleux-en-Gohelle ; repos[2].
- 17 - 24 mars : mouvement par Palluel et Villers-lès-Cagnicourt pour atteindre Saint-Léger le 20 mars. Engagée à partir du 21 mars dans l'opération Michael en première ligne, attaque en direction d'Écoust-Saint-Mein pour atteindre Vaulx-Vraucourt le 22 mars et Mory le 24 mars.
- 24 mars - 1er avril : la division passe en seconde ligne.
- 1er - 20 avril : relève de la 26e division d'infanterie dans le secteur au nord d'Hamelincourt. Mouvement de rocade, le 7 avril relève de la 239e division d'infanterie au nord-est d'Ayette[2].
- 20 avril - 6 mai : relevée par la 234e division d'infanterie, repos[2].
- 6 mai - 17 août : mouvement vers le front, relève de la 5e division d'infanterie bavaroise[2], occupation d'un secteur au nord de Bucquoy. Le 17 août la division est relevée par la 4e division d'infanterie bavaroise[2].
- 17 - 29 août : mouvement de rocade, engagée dans la bataille de la Somme et renforce la ligne allemande vers Favreuil à partir du 25 août.
- 29 août - 5 septembre : mouvement de rocade, renforcement de la ligne de front à l'est de Hendecourt-lès-Cagnicourt. Durant les combats de la seconde quinzaine d'août sont très violents et couteux en vies humaines.
- 5 - 24 septembre : retrait du front et repos dans la région de Tourcoing.
- 25 septembre - 11 octobre : mouvement vers le front, relève de la 207e division d'infanterie[2] au sud d'Acheville.
- 11 - 19 octobre : relevée par la 49e division de réserve, repos dans la région de Douchy et d'Haspres[2].
- 20 octobre - 7 novembre : mouvement vers le front, occupation d'un secteur vers Monchaux-sur-Écaillon. Stationné vers Vendegies-sur-Écaillon jusqu'au 24 octobre, le 2 novembre la division est localisée vers Jenlain, le 4 novembre à Sebourg et vers Saint-Amand-les-Eaux le 5 novembre.
- 7 - 11 novembre : retrait du front, la division reste en repos jusqu'à l'armistice. Après la signature de l'armistice, la division est transférée en Allemagne puis dissoute au cours de l'année 1919.

## Chefs de corps
| Grade        | Nom                     | Date                            |
| ------------ | ----------------------- | ------------------------------- |
| Generalmajor | Guido Sontag (de)       | 20 mars 1915 - 20 avril 1917    |
| Generalmajor | Johannes von Busse (de) | 21 avril 1917 - 19 janvier 1919 |